# Estuario del Taz
El estuario del Taz (del ruso: Тазовская губа) es un largo golfo formado por la desembocadura del río Taz. Se trata de un estuario de 250 km de largo que comienza aproximadamente en el área de la ciudad de Tazovskiy y desemboca en el golfo de Obi, que está conectado con el mar de Kara. Su anchura media es de unos 25 km y es uno de los mayores estuarios del mundo. 
Se inicia en la boca de los ríos Taz y Pur en una dirección norte-sur aproximadamente a una latitud de 67°30'N, y dobla hacia el oeste a una latitud de 69°N. 
La  compañía rusa Gazprom está invirtiendo en la expansión de la producción de gas en el área del estuario del Taz, donde se cree que hay enormes reservas.
El biólogo y explorador ruso Alexander von Middendorff encontró un mamut congelado cerca del estuario del Taz. El cuerpo del mamut fue trasladado a San Petersburgo en 1866.